# Șpring
Șpring [ˈʃpring] (deutsch Gespreng, ungarisch Spring) ist eine rumänische Gemeinde im Kreis Alba in Siebenbürgen.

## Geographische Lage

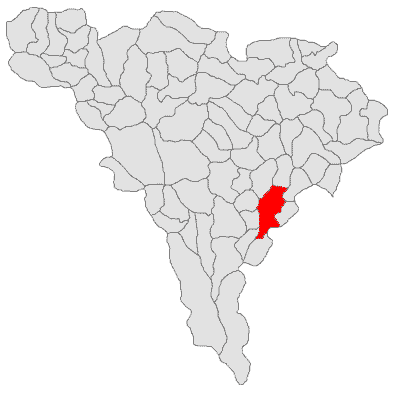
Lage der Gemeinde Șpring im Kreis Alba

Die Gemeinde Șpring liegt im Zekesch-Hochland (Podișul Secașelor) im Südosten des Kreises Alba im Südwesten Siebenbürgens. In einer hügligen Landschaft an der Kreisstraße (Drum județean) DJ 106L, liegt der Gemeindesitz etwa 23 Kilometer östlich von Sebeș und etwa 40 Kilometer (19 km Luftlinie) südöstlich von der Kreishauptstadt Alba Iulia entfernt. Sieben Kilometer südlich befinden sich der Drum național 7, die Autostrada A1 und die Bahnhaltestelle des eingemeindeten Dorfes Cunța (Zekeschdorf) an der Bahnstrecke Sibiu–Vințu de Jos.

## Geschichte
Auf dem Territorium der Gemeinde, zwischen Șpring und dem eingemeindeten Dorf Drașov (Troschen), wurden bei archäologischen Ausgrabungen Funde gemacht, welche auf die Römische Kultur deuten.
Der Ort Șpring wurde von Siebenbürger Sachsen gegründet, erstmals 1290 unter der Bezeichnung villa Spreng urkundlich erwähnt und war ein Hörigendorf im Unterweißenburger Komitat. Im Dorf selbst leben heute ausschließlich Rumänen und Roma. Daneben wurden 1930 und 2002 je ein und 1930 drei Deutsche registriert.
Die Bewohner leben heute vorwiegend von der Landwirtschaft und der Viehzucht.

## Bevölkerung
Die Bevölkerung der Gemeinde entwickelte sich wie folgt:
| 1850 | 3.982 | 3.134 | 112 | 445 | 291 |
| 1900 | 5.168 | 4.101 | 247 | 702 | 118 |
| 1930 | 5.588 | 4.615 | 40  | 742 | 191 |
| 1966 | 4.319 | 3.809 | 4   | 477 | 29  |
| 1992 | 2.704 | 2.493 | 1   | 165 | 45  |
| 2002 | 2.536 | 2.423 | -   | 22  | 91  |
| 2011 | 2.420 | 2.190 | 4   | 12  | 214 |
| 2021 | 2.354 | 2.132 | 2   | 48  | 172 |

Die höchste Einwohnerzahl (5.700) der heutigen Gemeinde – und gleichzeitig die der Rumänen (4.947) – wurde 1941 ermittelt und nahm seitdem stetig ab. Die höchste Bevölkerungszahl der Deutschen (742) (734 davon im eingemeindeten Dorf Vingard) wurde 1930, die der Ungarn (268) 1890 und die der Roma 1850 registriert. Darüber hinaus bezeichnete sich 1880 einer als Serbe, 1900 einer und 1910 zwei als Slowaken.

## Sehenswürdigkeiten
- Die evangelische Kirche im eingemeindeten Ort Vingard (Weingartskirchen), 1461 errichtet, im 18. Jahrhundert umgebaut, steht unter Denkmalschutz.[6]